# Gunungronggo
Gunungronggo is een bestuurslaag in het regentschap Malang van de provincie Oost-Java, Indonesië. Gunungronggo telt 3828 inwoners (volkstelling 2010).